# Róbert Spanó
Róbert Ragnar Spanó (Reykjavik, 27 augustus 1972)  is een IJslands jurist en rechter.

## Carrière
Spanó studeerde rechten aan de Universiteit van IJsland waar hij de graad candidatus juris verkreeg in 1997. Hij vervolgde zijn studie aan de Universiteit van Oxford en behaalde in 2000 de graad magister juris. Nadien bezette Spanó onder meer verschillende posities binnen de Faculteit der Rechtsgeleerdheid van de Universiteit van IJsland, zoals professor (2006), vice-decaan (2007-2010) en decaan (2010-2013). Ook heeft hij gewerkt als districtsrechter (2004) en als ad-hocrechter voor het Gerechtshof van de Europese Vrijhandelsassociatie (2012-2013).
Sinds 1 november 2013 vertegenwoordigt hij IJsland als rechter bij het Europees Hof voor de Rechten van de Mens (EHRM) in Straatsburg. De Parlementaire Vergadering van de Raad van Europa verkoos hem op 25 juni 2013 uit een selectie van drie personen en werd aangesteld voor een periode van negen jaar. Sinds 1 mei 2017 vervult hij ook de rol van president in een van de vijf secties (administratieve entiteiten) van het EHRM.